# Station Gompel
Station Gompel is een voormalige spoorweghalte langs spoorlijn 19 in Gompel, een gehucht van de gemeente Mol.
0,0: Mol ·
2,9: Gompel ·
4,7: Balen-Wezel ·
8,7: Balen-Werkplaatsen ·
10,7: Lommel-Werkplaatsen ·
13,8: Lommel ·
18,6: Lommel-Werkplaatsen ·
21,5: Overpelt ·
22,8: Neerpelt ·
27,4: Sint-Huibrechts-Lille ·
30,9: Hamont